# Litus
Litus es una película española de comedia dramática de 2019 escrita por Marta Buchaca que adapta su obra de teatro homónima. La película está dirigida por Dani de la Orden y protagonizada por Belén Cuesta, Adrián Lastra, Álex García, Quim Gutiérrez, Miquel Fernández y Marta Nieto.

## Sinopsis
Toni reúne de nuevo a sus amigos después de un tiempo sin verse. Tras la muerte de Litus, por fin pueden disfrutar de un rato juntos. Sin embargo, Toni tiene una noticia inesperada: Litus dejó una carta de despedida para cada uno de ellos. Lo que debía ser un encuentro para hablar de Litus, se convierte en la ocasión perfecta para descubrir los secretos más íntimos y todas las emociones escondidas durante años.

## Reparto
| Actor/Actriz       | Personaje |
| ------------------ | --------- |
| Belén Cuesta       | Laia      |
| Adrián Lastra      | Marcos    |
| Álex García        | Pablo     |
| Quim Gutiérrez     | Toni      |
| Miquel Fernández   | Pepe      |
| Marta Nieto        | Su        |
| Jorge Cabrera      | Mánager   |
| María Jesús Hoyos  | Madre     |
| José Manuel Valdés | Padre     |

## Premios
| Año  | Premio                               | Categoría                           | Resultado |
| ---- | ------------------------------------ | ----------------------------------- | --------- |
| 2019 | Premios Sant Jordi de Cinematografía | Mejor actriz española (Marta Nieto) | Ganadora  |
| 2020 | Premios Feroz                        | Mejor comedia                       | Nominada  |